# Австрийска бира
Австрийската бира се произвежда в голямо разнообразие от стилове от множество пивоварни, разпръснати в цялата страна, макар че пазара се доминира основно от няколко големи пивоварни компании. Австрийските пивовари никога не са били обект на строгите ограничения на германския Закон за чистотата на бирата от 1516 г., и като резултат в пивоварството има по-голямо разнообразие от суровини и технологии, отколкото в Германия. Най-популярната бира в Австрия е подобна на германската Märzen, въпреки че австрийския стил е малко по-различен.

## История
Пивоварството възниква в Австрия едновременно с това в Германия и Чехия, като първоначално бира варят най-вече в манастирите. Първото официално разпореждане за работното време на бирариите във Виена е прието през ХІV век. През първата половина на ХІХ век австрийската столица става значим европейски пивоварен център.
Макар че, според самите австрийци, в тяхната страна по-развито е винарството, и до днес пивоварният отрасъл е на високо ниво, и съгласно статистиката, Австрия е на второ място в света – след Чехия, по консумация на бира на глава от населението – на всеки австриец се падат по 107,8 литра изпита бира годишно.

## Производство и стилове
Съвременният австрийски пазар е сравнително малък, но местните пивоварни произвеждат над 360 различни марки бира, с общо годишно производство над 8 милиона хектолитра.
Статистиката на пивоварния отрасъл в Австрия за 2012 г. изнася следните данни:
- Обем на производството: 8,917 милиона hl (хектолитра)
- Обем на износа: 713 000 hl
- Обем на вноса: 673 000 hl
- Консумация: 9,105 милиона hl
- Действащи пивоварни: 170 (+ 97 микропивоварни) [1]

Според технологията най-много видове бира се произвеждат по метода на долната ферментация, като най-разпространени в наши дни са светлите лагери, като най-известни сред тях са Gösser, Stiegl, Zipfer, Ottakringer, Schwechater, Egger, Wieselburger, Fohrenburger, Hirter, Kaiser, Zwettler, Освен тях австрийските пивовари имат традиции и в производството на мартенска бира – Gösser Märzen, Zipfer Märzen, цвикел бира – Schwechater Zwikl, бок и допелбок – Gösser Bock, Eggenberg Urbock 23, Ottakringer 2000, уиски малц бира – Eggenberg Nessie, и коледна бира – Samichlaus.
Освен тях, Австрия се гордее и с местните пшенични вайс бири, произвеждани по метода на горната ферментация – Edelweiss Weissbier, Stiegl-Weisse и др.

## Австрийски стилове бира

### Виенски лагер
Виенски лагер (Vienna lager) е вид бира, от типа „европейски амбър лагер“ (European Amber Lager). Стилът е създаден през 1840 г. от австрийския пивовар Антон Дреер в пивоварната „Schwechat“ и получава името виенско пиво и виенски лагер (Vienna lager). Дреер създава голямо пивоварно предприятие във Виена, а по-късно основава пивоварни и в Будапеща, в Триест, и в Михаловец (Бохемия). През 1930-те години виенската пивоварна фалира, и новият стил бира престава да се произвежда в Австрия. В наши дни виенският лагер е популярен най-вече от другата страна на Атлантика – в страни като Мексико и САЩ.
Своите качества този вид бира дължи на виенския малц. Използва се само висококачествен малц, съчетан с континентален европейски хмел от благородни сортове. Виенският лагер се отличава със светлочервен кехлибарен до меден цвят; прозрачност; обилна, жълтеникава и устойчива пяна; богат малцов вкус и аромат на виенски или мюнхенски малц, с хмелни нотки. Алкохолното съдържание варира от 4,5 до 5,7 об.%. В наши дни се произвежда от няколко австрийски пивоварни – примери за стила са Ottakringer Wiener Original, Schloss Eggenberg Nessie, Stiegl-Ambulanz Wiener Lager, Gusswerk Wiener Lager, Gablitzer Wiener Lager, Brew Age Malzstrasse.

### Щайн бира
Щайн бира (от немски: Stein – „камък“), известна и като Каменна бира е традиционна специална бира, която е била преобладаваща в Каринтия до началото на 20 век. Също така е била разпространена в Скандинавия, Франкония и Югозападна Германия. В наши дни се произвежда рядко от отделни пивоварни в Германия, Австрия и САЩ. Получава името си заради технологията на варене на пивната мъст, която кипва благодарение на поставените в нея нагорещени камъни. В миналото съдовете за варене на бира често се правят от дърво и затова не било възможно да бъдат загрявани на огън. Поради това единствения начин за кипване на пивната мъст бил чрез използването на нагорещени камъни. Получената по този метод бира се отличава от обикновената, тъй като поставените камъни изгаряли и карамелизирали съдържащата се в мъстта малтоза. В резултат на това върху камъните се отлагат захарни седименти с изразен опушен вкус. След прецеждане на бирата от варилния съд в съда за ферментация и охлаждане, „озахарените“ камъни се поставят в започналата да ферментира бира. По време на ферментацията дрождите бързо преработват захарите, полепнали по камъните. Получената бира придобива приятен опушен аромат и леко сладък малцов послевкус. Обикновено щайн бирата не се филтрира. Щайн бирите са с алкохолно съдържание от 4,5 до 7,2 об.%. Австрийска марка бира в този екзотичен стил е Gusswerk Urban-Keller’s Steinbier.

### Коледна бира
Най-известната марка коледна бира в света е „Samichlaus“ на австрийската пивоварна „Schloss Eggenberg“. „Samichlaus“ е марка силна лагер бира, направена в стил допелбок. Бирата се вари веднъж годишно, на 6 декември, след което отлежава в продължение на 10 месеца, и по традиция е готова за консумация за следваща Коледа. Съдържа 32 % екстракт и 14 об.% алкохол и е една от най-силните бири, които се варят редовно. Високото съдържание на екстракт и на алкохол обуславя и по-дългия срок на отлежаване и съхранение – пет и повече години. Бирата започва да се произвежда през 1984 г. от швейцарската пивоварна „Brauerei Hürlimann“ в Цюрих, която е затворена през 1997 г. Търговската марка Samichlaus е купена от австрийска пивоварна „Schloss Eggenberg“, която започва производството на коледната бира в своята пивоварна през 2000 г. Името на бирата идва от Швейцария, където Samichlaus се нарича Дядо Коледа. Бирата се отличава с тъмномеден цвят, орехов аромат и богат и сложен вкус, в който се съчетават нотки малц, плодове и алкохол.

### Трапистка бира
Трапистката бира (Bière trappiste, Trappistenbier) е бира, произведена от или под контрола на трапистки монаси. В света има общо 174 трапистки абатства, като само осем от тях (шест в Белгия, едно в Нидерландия и едно в Австрия) произвеждат трапистка бира и имат право да поставят върху етикетите на своите бири логото „Автентичен трапистки продукт“, което обозначава спазването на стандартите на „Международната трапистка асоциация“.
Енгелсцел е австрийска трапистка бира, произведена и бутилирана в пивоварната на абатство „Stift Engelszell“, в близост до град Енгелхартсцел на Дунав, провинция Горна Австрия, Австрия. От 1590 г. в абатството се вари собствена бира. Производството обаче е прекратено през 1929 г. През ноември 2011 г. започва строителството на нова пивоварна. Тя е инсталирана в съществуващите стопански постройки на манастира и е с капацитет за производство до 2500 хектолитра годишно. На 8 февруари 2012 г. в новата пивоварна в австрийското абатство е сварена първата трапистка бира след затварянето на пивоварната през 1929 г. Новата австрийска бира е пусната на пазара през май 2012 г. Тя е направена по метода на високата ферментация в две разновидности: Engelszell Benno – светла бира с алкохолно съдържание 6,9 % об.; и Engelszell Gregorius – тъмна бира с алкохолно съдържание 9,7 % об. 

## Австрийски пивоварни
Най-голямата пивоварна компания в Австрия е „Brau-Union AG“, обединяваща няколко пивоварни, с пазарен дял от 56 %.
- Brau Union Österreich AG (собственост на „Heineken“):
  - Brauerei Gösser
  - Brauerei Zipfer
  - Brauerei Schwechat
  - Brauerei Wieselburger
  - Brauerei Puntigamer

Големи пивоварни с обем продукция по-голяма от 500 000 хектолитра годишно:
- Brauerei Stiegl
- Ottakringer Brauerei

Средноголеми пивоварни с обем продукция от 100 000 до 500 000 хектолитра годишно:
- Vereinigte Kärntner Brauereien
- Privatbrauerei Fritz Egger
- Brauerei Fohrenburger
- Brauerei Zwettl
- Mohrenbrauerei August Huber
- Schloss Eggenberg
- Brauerei Murauer
- Brauerei Hirt und Josef Sigl

## Известни марки бира
- Edelweiss
- Egger Bier
- Freistadter Bier
- Fohrenburger
- Hirter Privat Pils
- Gösser Märzen
- Goldfassl
- Kaiser Bier
- Kapsreiter
- Ottakringer
- Schwechater
- Stiegl
- Zipfer
- Zwettler